# معركة بحيرة تراسمانيا
مَعْرَكة بُحَيرة تراسمانِيا (بالإنجليزية: Battle of Lake Trasimene)‏ (يونيو، 217 ق.م) بين قوات القرطاجيين بقيادة حنبعل والقوات الرومانية بقيادة القنصل جايوس فلامينيوس نيبوس خلال الحرب البونيقية الثانية. تعدّ هذه المعركة واحدة من أكبر وأنجح الكمائن في التاريخ العسكري.

## الاستعداد للمعركة

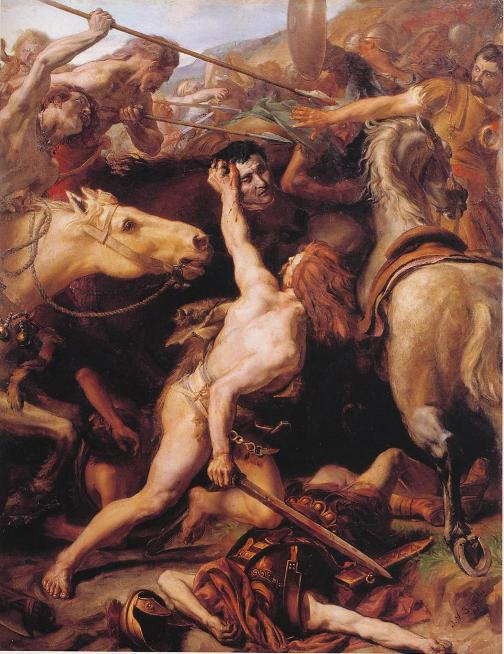
غاول دوكار يقوم بقطع رأس الجنرال الروماني فلامينوس في معركة بحيرة تراسمانيا

شعر الرومان بالقلق الشديد بعد هزيمة تيبيريوس لونجيوس في معركة تريبيا، وعلى الفور أعدوا الخطط لمواجهة هذا الخطر القادم من الشمال. عاد لونجيوس إلى روما ليشارك في انتخاب مجلس الشيوخ الروماني للقنصلين الجديدين لعام 217 ق.م. انتخب جنايوس جيمينوس وجايوس فلامينيوس نيبوس قنصلين جديدين، وتحت تأثير التهديد غادر الأخير روما دون أن يؤدي مراسم تعيينه أمام مجلس الشيوخ. كلف مجلس الشيوخ جيمينوس ليحل محل بابليوس سكيبيو في قيادة جيشه، في حين تم تعيين فلامينيوس لقيادة ما تبقى من جيش لونجيوس. جمع مجلس الشيوخ أربعة فيالق جديدة بعد الهزيمة في تريبيا، وقسمت هذه القوى الجديدة مع ما تبقى من جيشي لونجيوس وسكيبيو بين القنصلين الجديدين. بعد معارك تيسينيوس وتريبيا، إتجه جيش فلامينيوس جنوباً لإعداد الدفاعات بالقرب من روما نفسها. وعلى الفور تبعه حنبعل وأسرع حتى سبق الجيش الروماني نحو روما، مما إضطر فلامينيوس لزيادة سرعة مسيرته لخوض معركة ضد حنبعل قبل أن يصل إلى المدينة، وفي الوقت نفسه، إتجه جيمينوس بجيشه ليلحق بجيش فلامينيوس.
وقبل أن يحدث ذلك، حاول حنبعل استدراج قوات فلامينيوس للدخول في معركة حاسمة، من خلال تدمير وحرق المنطقة التي أرسل فلامينيوس لحمايتها، وليثبت في الوقت نفسه لحلفاء روما، أن الرومان عاجزون عن حمايتهم. تعامل فلامينيوس مع الأمر بسلبية فلم يبرح معسكره في أريتسو. حاول حنبعل مرة أخرى استدراج فلامينيوس للمعركة بالمسير بجيشه نحو ميسرة الرومان، وبالتالي يقطع الطريق بينهم وبين روما. إلا أن فلامينيوس أصر على عناده، ولزم مع جيشه معسكره. عندئذ، قرر حنبعل المسير نحو بوليا، على أمل أن يتبعه فلامينيوس إلى ساحة معركة من اختياره.
بعد الدمار الذي خلفه جنود حنبعل، والانتقادات من قبل السياسيين في روما، وإضطر فلامينيوس للسير في النهاية لمواجهة حنبعل. وكان فلامينيوس مثل لونجيوس، متهوراً ومفرطاً في الثقة ويفتقر إلى ضبط النفس. اقترح عليه مستشاروه، بأن يرسل كتيبة من الفرسان لمضايقة القرطاجيين ومنعهم من مهاجمة أي بلدة أخرى، مع تجهيز جيشه حتى ينضم إليه جيش القنصل الآخر جيمينوس.

## المعركة
بعد أن عبر حنبعل بحيرة تراسمانيا، وجد مكاناً مناسباً جداً لعمل كمين للرومان. وعندما علم بأن فلامينيوس غادر معسكره وقرر ملاحقة حنبعل، بدأ يستعد للمعركة. في شمال البحيرة، كان هناك سلسلة من التلال الكثيفة الأشجار، إتخذ حنبعل موقعا لمعسكره بين تلك التلال يمكنه من رؤية أي شخص يعبر الممرات التي بين تلك التلال، ومن ثم قضى ليلته في تجهيز قواته للمعركة. وفي معسكره، قام بتنظيم مشاته الأيبيريين والسلتيين والأفارقة في صفوف رأسية، حيث سيصبح لديهم المساحة الكافية لمواجهة ميسرة الجيش الروماني، عندما يصلوا إلى هذا الموقع.

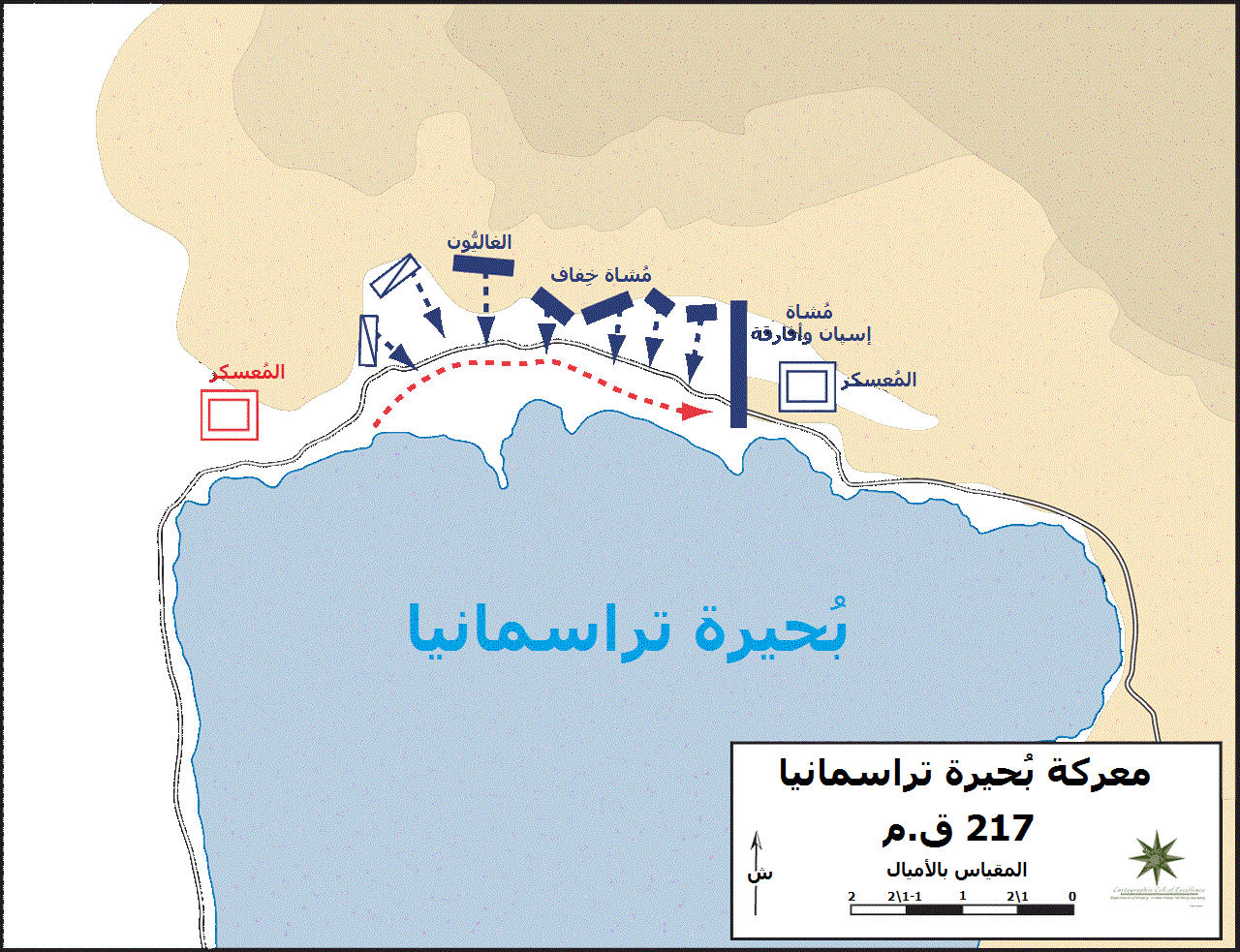
رسم تخطيطي للمعركة

أختبأ الفرسان القرطاجيون والمشاة الغاليون بين أشجار التلال عند المدخل الذي سيمر عليه الرومان أثناء عبورهم، حتى يتمكنوا غلق المدخل بسرعة وقطع طريق الانسحاب أمام الرومان. كما نشر حنبعل رماته أعلى التلال مختبئون بين الأشجار، منتظرين الأمر بالهجوم. وبالإضافة إلى ذلك، في الليلة التي سبقت المعركة، أمر حنبعل رجاله بأن يشعلوا نيران على تلال "تيورو"، والتي تبعد مسافة كبيرة عن الكمين، لإيهام الرومان بأن قواته بعيده عن البحيرة.
في صباح اليوم التالي، أمر فلامينيوس رجاله بأن يسرعوا لإدراك حنبعل قبل أن يصل إلى روما، وما أن وصل إلى شمال البحيرة، حتى أرسل حنبعل مجموعة من رجاله لمناوشة طليعة الجيش الروماني بعيدا حتى لا يكتشفوا الكمين. بعد أن مر الجيش الروماني بأكمله من المضيق الجبلي، انطلقت الأبواق لتعلن عن بدأ الهجوم.
نزل الفرسان والمشاة القرطاجيون من مخبأهم في التلال المحيطة، وأغلقوا طريق الهروب أمام الرومان واشتبكوا معهم. بعد هذه المفاجأة، لم يملك الرومان الوقت لتنظيم صفوفهم للقتال، وإضطروا لخوض المعركة مرتجلين. انقسم الرومان إلى ثلاثة مجموعات، دمر الفرسان القرطاجيون مؤخرة الجيش الروماني قاطعين أي أمل للرومان في الانسحاب. في قلب الجيش الروماني، صمد فلامينيوس وجنوده لفترة، قبل أن ينكسروا أمام مشاة حنبعل الغاليين.

## النتائج
في غضون ساعات، سُحق الجيش الروماني. قُتل حوالي 15,000 جندي روماني إما في المعركة أو غرقاً في البحيرة بينما كانوا يحاولون الفرار عبر البحيرة بما فيهم فلامينيوس نفسه، كما استطاع 10,000 جندي أن يشقوا طريقهم إلى روما عبر وسائل مختلفة. في اليوم التالي، استطاع ماهربعل أن يمسك بـ 6,000 روماني، بعد أن قطع لهم وعداً بالأمان إن هم استسلموا بأسلحتهم ودروعهم (حسبما ذكر تيتوس ليفيوس وبوليبيوس)، ولكن حنبعل أمر ببيعهم في سوق العبيد بغضّ النظر عن الوعد الذي قطعه ماهربعل. أما خسائر حنبعل، فكانت نحو 2,500 جندي، بالإضافة إلى الكثير من الذين لقوا حتفهم متأثرين بجراحهم. لم تتوقف كارثة الرومان عند هذا الحد، بل في غضون يوم أو اثنين، دمر القرطاجيون قوة تعزيز رومانية تتألف من 4,000 جندي.
بعد أن نفذ حنبعل بنجاح أكبر كمين في التاريخ. وصلت أنباء الهزيمة لروما، مما تسبب في حالة من الهلع. انتخب مجلس الشيوخ الروماني فابيوس ماكسيموس دكتاتوراً، والذي اعتمد استراتيجية فابيان لتجنب خوض معركة ضارية مع القرطاجيين، والاعتماد بدلا من ذلك على المناوشات الخفيفة، حتى تتمكن روما من إعادة بناء جيوش قوية. أصبحت مقاطعة بوليا الرومانية مفتوحة أمام حنبعل ليجتاحها في العام التالي.
بعد أن انتهت ديكتاتورية ماكسيموس، انتخب لوسيوس أميليوس باولوس وجايوس ترينتيوس فارو قنصلين جديدين، اللذان قادا الرومان لأسوأ هزائمهم خلال الحرب البونيقية الثانية في معركة كاناي.